# Thomas Rune Andersen
Thomas Rune Andersen, conosciuto anche come Galder (Oslo, 1976), è un chitarrista norvegese.
Ex-chitarrista solista della black metal band norvegese Dimmu Borgir e leader degli Old Man's Child.
In passato ha militato nei DHG.
Galder usa chitarre ESP e amplificatori Marshall.